# Hansa-Park
Hansa-Park är ett stort nöjesfält utanför Lübeck i Tyskland som öppnades 15 maj 1977 med namnet Hansaland innan det ändrades i april 1987.
Nöjesfältet ligger Sierksdorf vid avfart 14 på E47 65 kilometer söder om Puttgarden. En park lämplig för alla åldrar. Till skillnad från svenska nöjesparker betalar man här ett inträde som ger fri åkning på vad som finns i parken.

## Åkattraktioner

### Berg- och dalbanor
- Crazy Mine
- Fluch von Novgorod
- Nessie
- Rasender Roland
- Kärnan